# 通信社

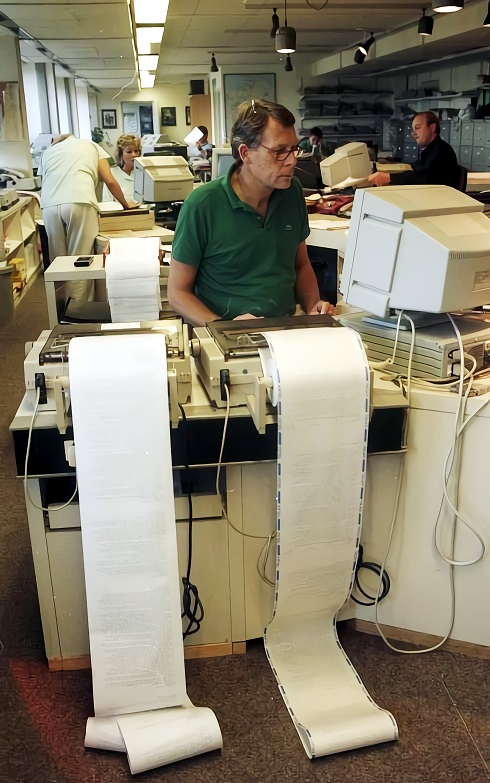
ロイター通信（ボン 1988）

通信社（つうしんしゃ）とは、報道機関や民間企業の需要にこたえて一般向けニュース（ゼネラル・ニュース）や経済・金融情報（コマーシャル・ニュース）の収集、配信を行う組織である。
ロイター、AP通信、フランス通信社（AFP）にて世界三大通信社を構成する。

## カテゴリ
国際連合教育科学文化機関（UNESCO、ユネスコ）は1953年に出版した「News agencies: their structure and operation」において通信社を
1. 国内通信社（英：National News Agency）
2. 国際通信社（英：World News Agency）
3. 専門通信社

に類別している。
国際通信社は世界100カ国以上に支社局があり、24 時間活動し、1日数十万語を収集、数百万語を配信する、100カ国以上の新聞、放送、通信など数千の顧客に記事を配信する、英語、フランス語、ドイツ語、オランダ語、ロシア語、アラビア語など多言語で配信する組織と定義している。
設立形態は営利を目的とした会社法人と、報道機関が共同出資した組合法人、半国営企業の外観を備えた国家機関に三分できる。通信社の一般ニュース配信には莫大な資金が必要とされ、UPI通信社の破綻や時事通信社の経営不振が象徴するよう、民間通信社の経営は難しく、AP通信やAFP、共同通信社など複数機関が出資する組合通信社や中国の新華社、ロシアのタス通信などの国営通信社は経営が安定する傾向にある。ただし、国家の宣伝機関である新華社やタスが発信するニュースを世界各地の通信社・新聞社の外信デスクがどのように捉えているかは別問題である。
ロイターやブルームバーグのような民間通信社は、一般向けニュース配信から、経済・金融などの専門情報を配信する方向へシフトしている。

## 通信社の存在基盤
外国のニュースなどを独自に購入したり外国に特派員を派遣する費用を負担できない新聞社を支えるものとして通信社は生まれ、多数の報道機関に採用されていくにつれ報道全体への影響力を増した。
この経済的理由から「需要側のマスコミと供給側の通信社」の関係が存在する。逆に言えば、通信社が内信・外信を維持していく為には報道機関の支えが必要である。多くの新聞社は費用を分担して運営する新聞組合主義の通信社に加盟しているが、特殊な分野では独立系通信社も存在する。マスコミは政治的、地理的な理由からも通信社と契約している。
ただし、報道機関は営利企業であり、資本の蓄積・拡大を宿命として抱え、ニュース情報も一元集中させようとする動きが、特に大新聞の過去の歴史上から見てとれる。つまり、新聞と通信社は互いに依存しながら潜在的に敵であるという複雑な関係にあり、これが新聞人や通信事業経営者を主役としたいくつかの事件を生んできた。中央紙と地方紙の販売部数競争においても地方紙の主要面を提供する通信社の役割は重要であるが、多くの新聞の紙面に「特色」が薄れた現在、また新たなドラマを生む土壌が醸成されつつある。
テレビ番組や新聞紙面の外信が通信社の配給ニュースから構成されることなどから、「ニュースの卸問屋」と呼ばれる場合がある。世界のニュースを収集するin-comingだけでなく、報道機関が取材したニュースを世界に発信するout-goingも果たすが、日本に限っていえば、国内の通信社でなく日本国外の通信社と新聞社が役割を担っている。著名人や有名人を招聘している外国人記者クラブはこの象徴といえる。

## 各国の主な通信社
国際通信社も含め、本社所在地にて分類。

### アジア
- 日本：共同通信社
- 日本：時事通信社
- 日本：ラヂオプレス
- 日本：東京ニュース通信社
- 韓国： 聯合ニュース
- 韓国： ニューシス
- 中華民国： 中央通訊社
- 中国： 新華社
- 中国： 中新社
- 北朝鮮： 朝鮮中央通信
- ロシア： ロシアの今日
- ロシア： インテルファクス通信
- ラオス： ラオス通信社
- インド： PTI通信（PTI）
- インド： インド連合通信（UNI）

### 南北アメリカ
- アメリカ合衆国： AP通信
- アメリカ合衆国：ブルームバーグ
- アメリカ合衆国： UPI通信社
- カナダ： トムソン・ロイター
- カナダ： カナディアン・プレス
- アルゼンチン： テラム通信

### ヨーロッパ
- ドイツ： EPA通信
- ドイツ： ドイツ通信社
- フランス： フランス通信社（AFP通信）
- イタリア： ANSA通信
- ロシア： ロシアの今日
- ロシア： イタルタス通信
- ロシア： インテルファクス通信
- ウクライナ： ウクライナ独立通信社
- ウクライナ： ウクルインフォルム
- ポーランド： ポーランド通信社
- ハンガリー： ハンガリー通信（MTI）
- アゼルバイジャン： アゼルバイジャン国営通信
- イギリス： ロイター通信

## 特徴

### 日本
日本の通信社は1940年代に国策通信社・同盟通信社がほぼアジアを制覇、日本国外にも「満州国通信社」「蒙疆通信社」を置き中国、ヨーロッパにも日本の目と耳となる特派員が情報網を形成している。
同盟は7大通信社の一角を占め、ロイター、AP通信とも互角に勝負ができる大通信社を形成したが、第二次世界大戦後、古野伊之助は同盟を分割。ここに政治や社会、国際ニュースを扱い、社団法人の形態を取る共同通信社と、経済ニュースと出版を手掛け株式会社の形態を取る時事通信社の2社が誕生した。
当初、両者は業務を棲み分けていたものの、すぐに互いの分野に参入し、現在では両者は競合関係にある。ただ、共同は地方紙などの加盟社から定期的・継続的な収入を得て経営が比較的安定しているのに対して、時事は得意の経済分野では、関連会社「QUICK」（クイック）を通じて金融情報サービスを提供する日本経済新聞に事業法人や金融機関などの顧客を大幅に奪われ、さらにロイターやブルームバーグなど外資系とも競合するようになり、収益は悪化し、苦しい経営の舵取りを強いられている。なお、兵庫県南部地震(阪神・淡路大震災)において両者は協力して取材に当たった。
日本の通信社は特に地方紙においてその役割が大きく、国内の政治、経済、スポーツ、世界の通信社からのニュース等を地方の新聞社、放送局等（加盟社と呼ぶ）に配信する役割を担っている。また、加盟社が取材したニュースを他の加盟社へ配信する。さらに船舶などへのニュース配信業務などを行う。

特にデジタルネットワークを駆使し、わずか10分間で4色（赤、黄、青、墨）の写真原版を送信してしまう、光ファイバーによる写真電送システムを1988年に完成させ、地方紙でもソウルオリンピックや米国ジェット推進研究所からの写真を夕刊、翌朝の新聞に掲載可能とするなど最新かつ高度な通信設備、デジタル画像処理技術を持っている。また、NTTの光ファイバーが各都道府県に早期に到達した際、最初のユーザーとなったのも通信社である。

なお現在の日本において、事実上の国営通信社と言えるのは外務省の外郭団体出身で一般財団法人の形を取るラヂオプレスである。

### アメリカ合衆国
アメリカ合衆国では発生ものなどのストレートニュースは可能な限り通信社（ワイヤーサービスとも言う）に依存し、新聞社は分析や批評記事といったジャーナリズムに特化するという役割分担がなされ、通信記者と新聞記者はカメラマンと記者くらい感覚の違う職業と捉えられている。
アメリカ合衆国では事件・事故の取材は通信社の役割のため、日本のように何十人もの新聞社記者が動員されるのはアメリカ同時多発テロ事件のような未曾有の事件・事故くらいである。よって、大人数の報道関係者が取材対象者・対象地域に押しかけて迷惑をかけるメディアスクラムは起こりにくい。
このため、アメリカ合衆国の新聞社は日本より少ない記者で連日、通常版で約100ページ、日曜版で300ページを超える新聞を制作することが可能なのである（『ニューヨーク・タイムズ』の場合）。

### 日本以外のアジア
アメリカだけでなくヨーロッパでも新聞社と通信社の役割は明確に分かれているが、アジアは必ずしもそうとは言えない。
例えばシンガポールでは、英字紙ザ・ストレーツ・タイムズなどを発行する新聞最大手のシンガポール・プレス・ホールディングス（SPH）が通信社の役割を兼ねている。
タイの場合、国営タイ通信（TNA）は半官半民の放送大手MCOTの事業として海外向けの配信に特化している。このため国内の新聞社は基本的にTNAの記事を使わず、独自に取材活動を行う。
韓国の2大通信社である聯合ニュースとNEWSISのうち、聯合ニュースは韓国を代表する通信社として国内外の主要メディアに配信を行い、ハングルの他に英語・日本語・中国語・スペイン語・アラビア語・フランス語も使用するが、NEWSISは韓国人コミュニティに向けた国際ニュース取材に力点を置いており、記事をハングルでしか配信していない。

これに対し、中華人民共和国と北朝鮮ではマルクス・レーニン主義のマスメディア原則により、中央政府の重要な発表を出すのが通信社、支配政党の発表を広めるのは党の中央機関紙たる新聞と分けられている。

## 配信元の表示
欧米の主要紙の場合、文責を明確にするため配信記事には配信した通信社のクレジットが付されるのが一般的である。これに対して、日本では沖縄県を除き、配信記事であることを示すクレジットを表記することはまれである。その理由は、地方紙ではクレジットの有無により購買数の増減が顕著に表れてしまうからである。
共同通信社の定款施行細則第10条には、共同通信社が配信した記事を社員（共同通信社は社団法人であるので、社員とは日経などの加盟社を指す）が新聞、有線・無線を通じて供給する場合には、『共同通信』のクレジットをつけないといけません。」との規定がある。
しかし、配信記事の提供を受けている地方紙では、この規定は遵守されていない。配信元のクレジット表記がないため、一般読者からするとあたかも配信先が独自に取材・制作した記事に見えてしまう。
これは日本独自の慣行であり、通信社側も黙認していることではあるが、クレジットが本来負っているはずの文責が曖昧となり、問題が生じたとき、たとえば通信社が誤報を配信したときの責任の所在が不明確になるという弊害がある。
2001年に発生した東京女子医大事件で起訴され最終的に無罪となった医師が、当時事件を報道した共同通信社とその記事の配信を受けた地方3紙（秋田魁新報、上毛新聞、静岡新聞）に対する損害賠償請求訴訟で、この文責問題は一躍脚光を浴びることとなった。とくに東京地裁の一審判決では、配信を受けた地方3紙がクレジットを付けず自社記事の体裁を取っていたこともあり賠償責任を認めた。